# Миролюбивая Странница
Миролюбивая Странница (англ. Peace Pilgrim) (18 июля 1908 года — 7 июля 1981 года) — американская путешественница, пацифистка, вегетарианка и активистка борьбы за мир. Имя, полученное при рождении — Милдред Лизетт Норман.
Начиная с 1952 года она начала странствовать по Аппалачской тропе, став первой женщиной, прошедшей весь маршрут, протяжённостью в 3500 километров, за один сезон. 1 января 1953 года в Пасадене (штат Калифорния), она взяла себе псевдоним «Миролюбивая Странница» и в течение последующих 28 лет странствовала по Америке.

## Ранние годы
Милдред Лизетт Норман родилась в 1908 году на птицеферме в небольшом городке Эгг-Харбор-Сити (англ. en:Egg Harbor City, New Jersey), штат Нью-Джерси. Её мать, Жозефина Мария Ранч, была портнихой, а отец, Эрнест Норманн, — плотником. Они были потомками немецких иммигрантов, переселившихся в США из Германии в 1855 году.

## Паломничество
Миролюбивая Странница прошла пешком более 40 000 км по Соединённым Штатам Америки. Её посланием были слова: «Вот путь к миру: преодолевайте зло добром, ложь — правдой, а ненависть — любовью». При этом она не принадлежала к какой-либо организации или церкви, а вела самостоятельную просветительскую работу. Но часто выступала в церквях, университетах, а также на местном и национальном радио и телевидении. В частности, стенограмма её беседы на радио en:KPFK в Лос-Анджелесе в 1964 году приведена в изданной на русском языке книге «Ступени к душевному покою».
7 июля 1981 года погибла в автомобильной катастрофе около городка Нокс (штат Индиана).